# Huaycán de Pariachi

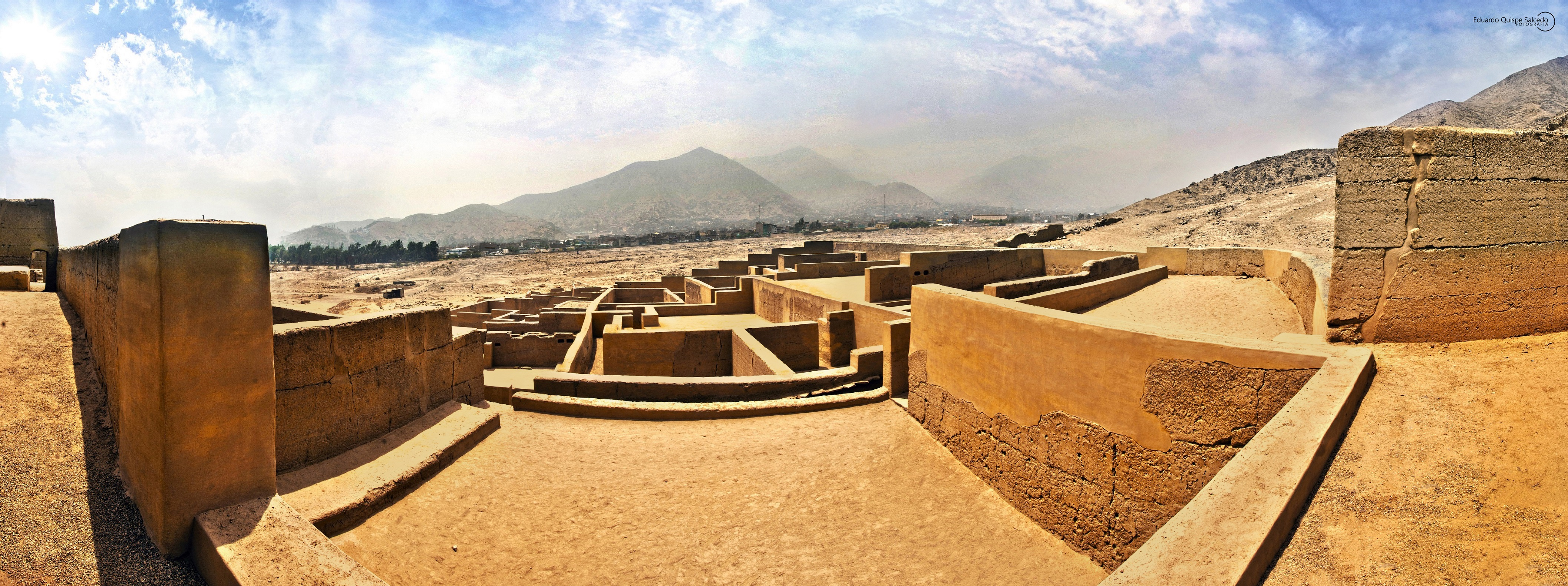
Huaycán de Pariachi

Huaycán de Pariachi jest stanowiskiem archeologicznym w Peru. Znajduje się w Huaycán, dystrykt Ate, Lima. Znajduje się na południe od rzeki Rímac.
Była częścią kultury Ichma i Państwo Inków.

## Opis
Przed hiszpańskim podbojem Huaycán de Pariachi było jednym z głównych ośrodków administracyjnych środkowej doliny Rímac. W Późnym Okresie Przejściowym (900-1450 ne) Ichma miała bardzo ważną lokalną obecność, która trwała aż do Późnego Horyzontu (1450-1532 ne), kiedy Inkowie przybyli na środkowe wybrzeże i zasymilowali ich.

## Galeria

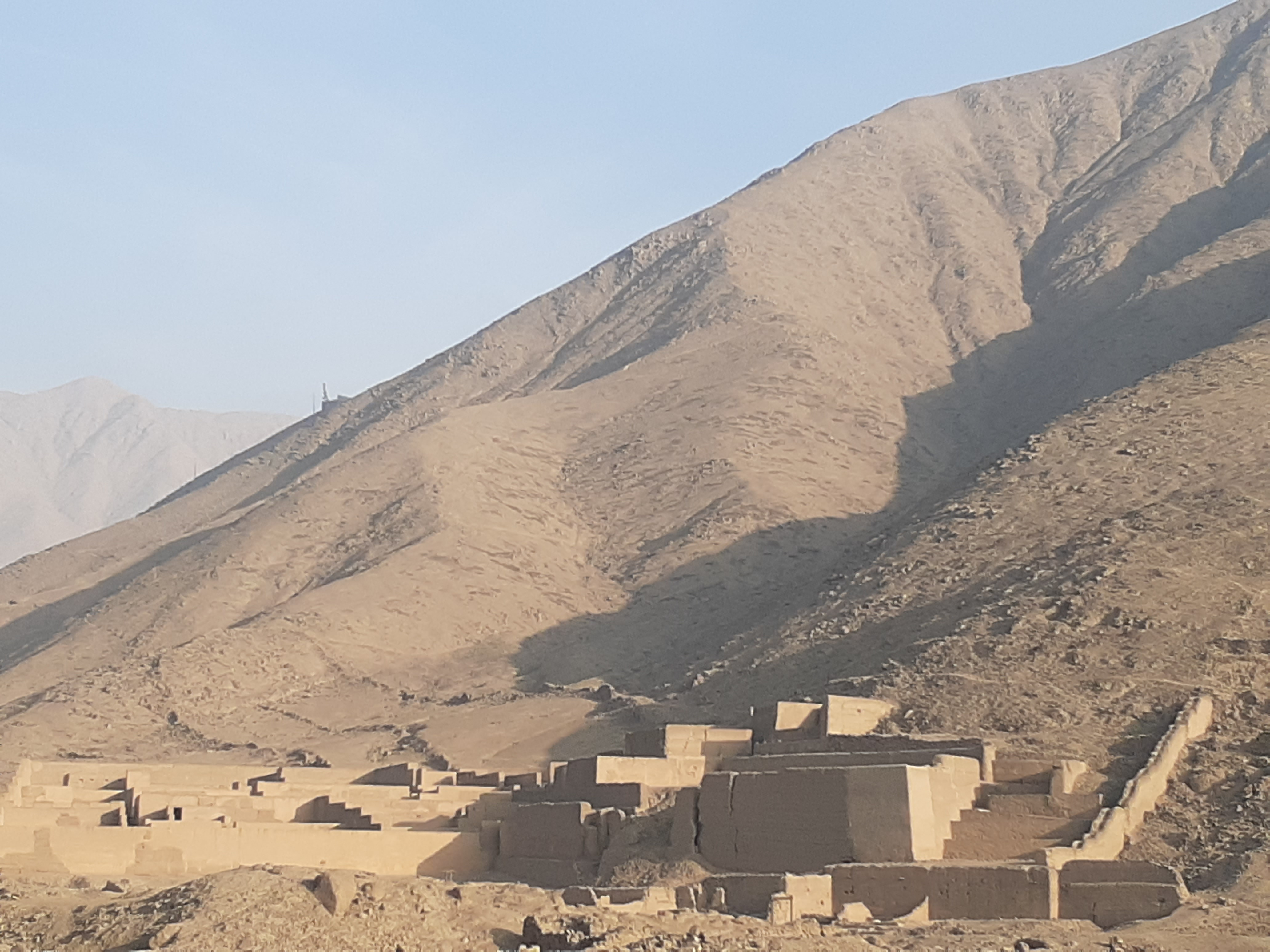
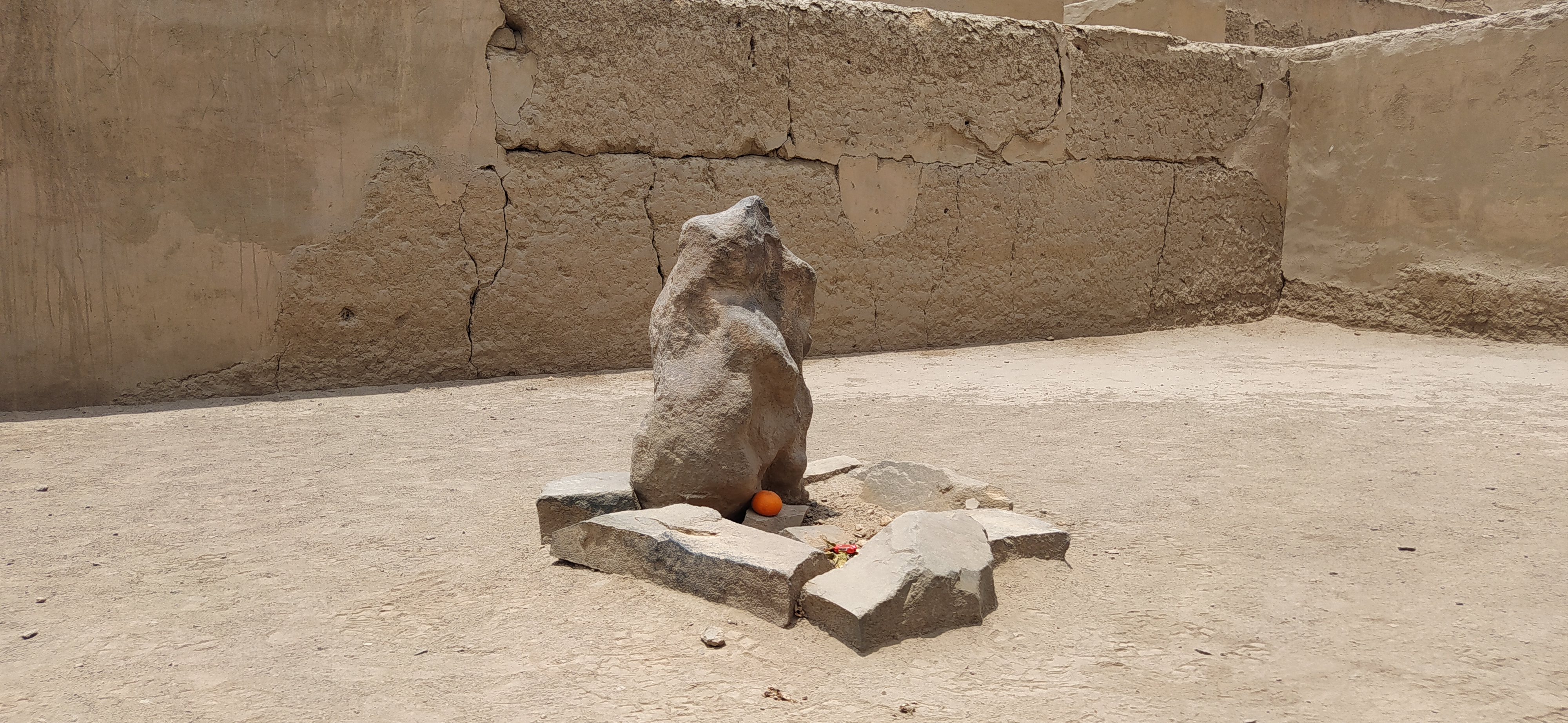
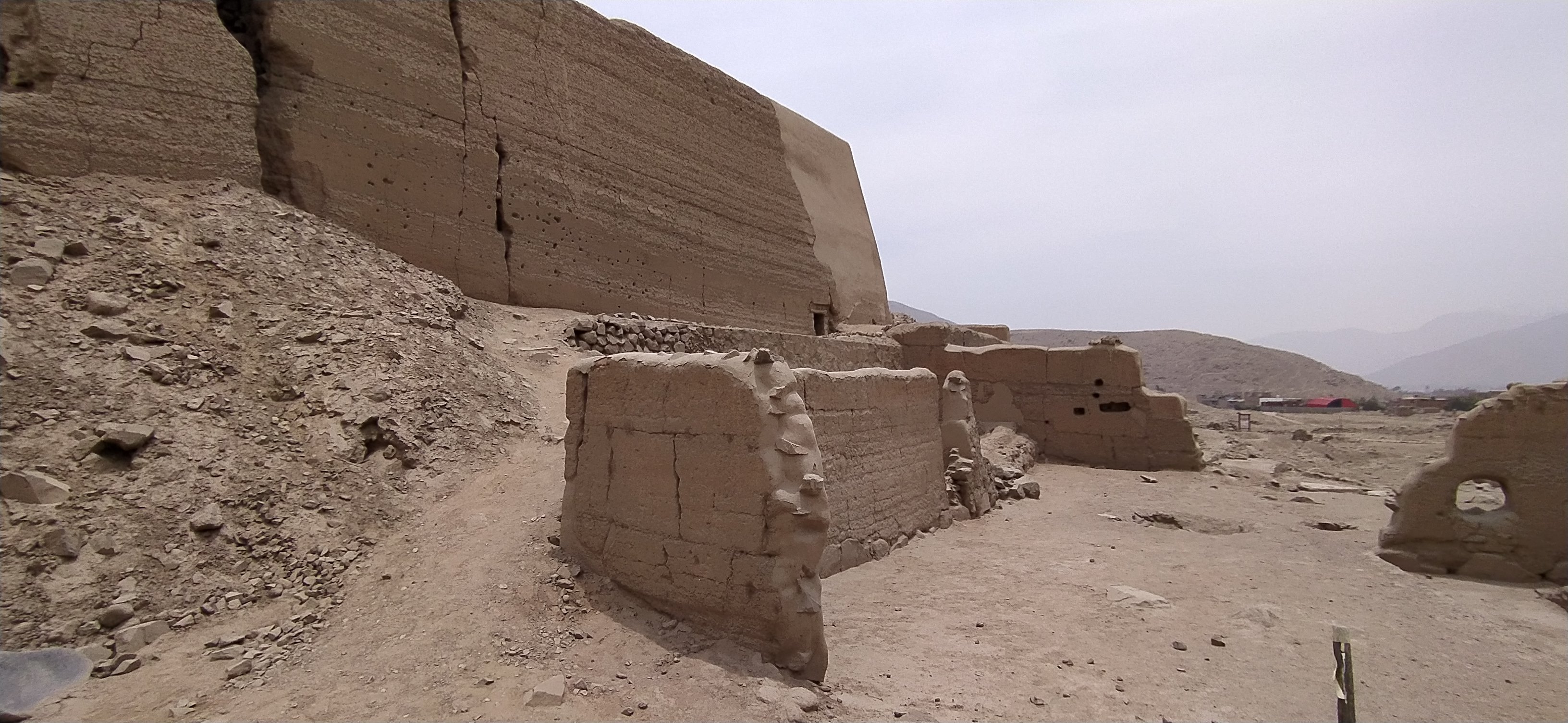